# Eastleigh (circonscription du Parlement britannique)
Pour les articles homonymes, voir Eastleigh (homonymie).
Circonscription parlementaire de la Chambre des communes
La circonscription de Eastleigh est une circonscription parlementaire britannique située dans le Hampshire, et représentée à la Chambre des communes du Parlement britannique depuis 2019 par Paul Holmes du Parti conservateur.

## Members of Parliament
| Élection | Élection                | Membre           | Membre | Parti             |
| -------- | ----------------------- | ---------------- | ------ | ----------------- |
|          | 1955                    | David Price      |        | Conservateur      |
|          | 1992                    | Stephen Milligan |        | Conservateur      |
|          | Élection partielle 1994 | David Chidgey    |        | Libéral Démocrate |
|          | 2005                    | Chris Huhne      |        | Libéral Démocrate |
|          | Élection partielle 2013 | Mike Thornton    |        | Libéral Démocrate |
|          | 2015                    | Mims Davies      |        | Conservateur      |
|          | 2019                    | Paul Holmes      |        | Conservateur      |

## Élections

### Élections dans les années 2010
| Parti         | Parti                | Candidat             | Voix   | %    | ±    |
| ------------- | -------------------- | -------------------- | ------ | ---- | ---- |
|               | Conservateur         | Paul Holmes          | 32,690 | 55,4 | +5.0 |
|               | Libéral Démocrate    | Lynda Murphy         | 17,083 | 29,0 | +3.3 |
|               | Travailliste         | Sam Jordan           | 7,559  | 12,8 | -7.2 |
|               | Green                | Ron Meldrum          | 1,639  | 2,8  | +1.5 |
| Majorité      | Majorité             | Majorité             | 15,607 | 26,4 | +1.7 |
| Participation | Participation        | Participation        | 58,971 | 70,3 | -0.2 |
|               | Conservateur retenir | Conservateur retenir | Swing  | +0.9 |      |

| Parti         | Parti                | Candidat             | Voix   | %    | ±     |
| ------------- | -------------------- | -------------------- | ------ | ---- | ----- |
|               | Conservateur         | Mims Davies          | 28,889 | 50,4 | +8.2  |
|               | Libéral Démocrate    | Mike Thornton        | 14,710 | 25,7 | -0.1  |
|               | Travailliste         | Jill Payne           | 11,454 | 20,0 | +7.1  |
|               | UKIP                 | Malcolm Jones        | 1,477  | 2,6  | -13.2 |
|               | Green                | Ron Meldrum          | 750    | 1,3  | -1.4  |
| Majorité      | Majorité             | Majorité             | 14,179 | 24,7 | +8.2  |
| Participation | Participation        | Participation        | 57,280 | 70,5 | +0.8  |
|               | Conservateur retenir | Conservateur retenir | Swing  | +4.1 |       |

| Parti         | Parti                                        | Candidat                                     | Voix   | %     | ±     |
| ------------- | -------------------------------------------- | -------------------------------------------- | ------ | ----- | ----- |
|               | Conservateur                                 | Mims Davies                                  | 23,464 | 42,3  | +3.0  |
|               | Libéral Démocrate                            | Mike Thornton                                | 14,317 | 25,8  | -20.7 |
|               | UKIP                                         | Patricia Culligan                            | 8,783  | 15,8  | +12.2 |
|               | Travailliste                                 | Mark Latham                                  | 7,181  | 12,9  | +3.3  |
|               | Green                                        | Ron Meldrum                                  | 1,513  | 2,7   | N/A   |
|               | Beer, Baccy and Scratchings                  | Ray Hall                                     | 133    | 0,2   | N/A   |
|               | TUSC                                         | Declan Clune                                 | 114    | 0,2   | N/A   |
| Majorité      | Majorité                                     | Majorité                                     | 9,147  | 16,5  | +9.3  |
| Participation | Participation                                | Participation                                | 55,505 | 69,7  | +0.4  |
|               | Conservateur vainqueur sur Libéral Démocrate | Conservateur vainqueur sur Libéral Démocrate | Swing  | +11.8 |       |

| Parti         | Parti                         | Candidat                  | Voix   | %     | ±     |
| ------------- | ----------------------------- | ------------------------- | ------ | ----- | ----- |
|               | Libéral Démocrate             | Mike Thornton             | 13,342 | 32,1  | -14.4 |
|               | UKIP                          | Diane James               | 11,571 | 27,8  | +24.2 |
|               | Conservateur                  | Maria Hutchings           | 10,559 | 25,4  | -13.9 |
|               | Travailliste                  | John O'Farrell            | 4,088  | 9,8   | +0.2  |
|               | Indépendant                   | Danny Stupple             | 768    | 1,9   | N/A   |
|               | National Health Action        | Iain Maclennan            | 392    | 0,9   | N/A   |
|               | Beer, Baccy and Crumpet Party | Ray Hall                  | 235    | 0,6   | N/A   |
|               | Christian                     | Kevin Milburn             | 163    | 0,4   | N/A   |
|               | Monster Raving Loony          | Howling Laud Hope         | 136    | 0,3   | N/A   |
|               | Peace                         | Jim Duggan                | 128    | 0,3   | N/A   |
|               | Elvis Loves Pets              | David Bishop              | 72     | 0,2   | N/A   |
|               | Démocrates anglais            | Michael Walters           | 70     | 0,2   | -0.3  |
|               | TUSC                          | Daz Procter               | 62     | 0,2   | N/A   |
|               | Wessex Regionalist            | Colin Bex                 | 30     | 0,1   | N/A   |
| Majorité      | Majorité                      | Majorité                  | 1,771  | 4,3   | -2.9  |
| Participation | Participation                 | Participation             | 41,616 | 52,8  | -16.5 |
|               | Libéral Démocrate retenir     | Libéral Démocrate retenir | Swing  | -19.3 |       |

| Parti         | Parti                     | Candidat                  | Voix   | %    | ±     |
| ------------- | ------------------------- | ------------------------- | ------ | ---- | ----- |
|               | Libéral Démocrate         | Chris Huhne               | 24,966 | 46,5 | +8.2  |
|               | Conservateur              | Maria Hutchings           | 21,102 | 39,3 | +2.1  |
|               | Travailliste              | Leo Barraclough           | 5,153  | 9,6  | −11.5 |
|               | UKIP                      | Ray Finch                 | 1,933  | 3,6  | +0.2  |
|               | Démocrates anglais        | Tony Pewsey               | 249    | 0,5  | N/A   |
|               | Indépendant               | Dave Stone                | 154    | 0,3  | N/A   |
|               | National Libéral          | Keith Low                 | 93     | 0,2  | N/A   |
| Majorité      | Majorité                  | Majorité                  | 3,864  | 7,2  | +6.1  |
| Participation | Participation             | Participation             | 53,650 | 69,3 | +4.9  |
|               | Libéral Démocrate retenir | Libéral Démocrate retenir | Swing  | 3    |       |

### Élections dans les années 2000
| Parti         | Parti                     | Candidat                  | Voix   | %    | ±    |
| ------------- | ------------------------- | ------------------------- | ------ | ---- | ---- |
|               | Libéral Démocrate         | Chris Huhne               | 19,216 | 38,6 | −2.1 |
|               | Conservateur              | Conor Burns               | 18,648 | 37,5 | +3.2 |
|               | Travailliste              | Chris Watt                | 10,238 | 20,6 | −1.3 |
|               | UKIP                      | Christopher Murphy        | 1,669  | 3,4  | +1.6 |
| Majorité      | Majorité                  | Majorité                  | 568    | 1,1  |      |
| Participation | Participation             | Participation             | 49,771 | 64,8 | +1.0 |
|               | Libéral Démocrate retenir | Libéral Démocrate retenir | Swing  | −2.6 |      |

| Parti         | Parti                     | Candidat                  | Voix   | %    | ±     |
| ------------- | ------------------------- | ------------------------- | ------ | ---- | ----- |
|               | Libéral Démocrate         | David Chidgey             | 19,360 | 40,7 | +5.6  |
|               | Conservateur              | Conor Burns               | 16,302 | 34,3 | +0.6  |
|               | Travailliste              | Sam Jaffa                 | 10,426 | 21,9 | −4.9  |
|               | UKIP                      | Stephen Challis           | 849    | 1,8  | +1.0  |
|               | Green                     | Martha Lyn                | 636    | 1,3  | N/A   |
| Majorité      | Majorité                  | Majorité                  | 3,058  | 6,4  |       |
| Participation | Participation             | Participation             | 47,573 | 63,8 | −12.9 |
|               | Libéral Démocrate retenir | Libéral Démocrate retenir | Swing  |      |       |

### Élections dans les années 1990
| Parti         | Parti                     | Candidat                  | Voix   | %    | ±     |
| ------------- | ------------------------- | ------------------------- | ------ | ---- | ----- |
|               | Libéral Démocrate         | David Chidgey             | 19,453 | 35,1 | +5.2  |
|               | Conservateur              | Stephen Reid              | 18,699 | 33,7 | −17.2 |
|               | Travailliste              | Alan Lloyd                | 14,883 | 26,8 | +7.2  |
|               | Référendum                | Victor Eldridge           | 2,013  | 3,6  | N/A   |
|               | UKIP                      | P.W. Robinson             | 446    | 0,8  | N/A   |
| Majorité      | Majorité                  | Majorité                  | 754    | 1,4  |       |
| Participation | Participation             | Participation             | 55,494 | 76,9 | −6.0  |
|               | Libéral Démocrate retenir | Libéral Démocrate retenir | Swing  |      |       |

| Parti         | Parti                                        | Candidat                                     | Voix   | %     | ±     |
| ------------- | -------------------------------------------- | -------------------------------------------- | ------ | ----- | ----- |
|               | Libéral Démocrate                            | David Chidgey                                | 24,473 | 44,3  | +16.3 |
|               | Travailliste                                 | Marilyn Birks                                | 15,234 | 27,6  | +6.9  |
|               | Conservateur                                 | Stephen Allison                              | 13,675 | 24,7  | −26.6 |
|               | UKIP                                         | Nigel Farage                                 | 952    | 1,7   | N/A   |
|               | Monster Raving Loony                         | Screaming Lord Sutch                         | 783    | 1,4   | N/A   |
|               | Natural Law                                  | P. Warburton                                 | 145    | 0,3   | N/A   |
| Majorité      | Majorité                                     | Majorité                                     | 9,239  | 16,7  |       |
| Participation | Participation                                | Participation                                | 55,272 | 58,2  | −24.7 |
|               | Libéral Démocrate vainqueur sur Conservateur | Libéral Démocrate vainqueur sur Conservateur | Swing  | +21.5 |       |

| Parti         | Parti                | Candidat             | Voix   | %    | ±    |
| ------------- | -------------------- | -------------------- | ------ | ---- | ---- |
|               | Conservateur         | Stephen Milligan     | 38,998 | 51,3 | +0.0 |
|               | Libéral Démocrate    | David Chidgey        | 21,296 | 28,0 | −4.0 |
|               | Travailliste         | Johanna E. Sugrue    | 15,768 | 20,7 | +4.0 |
| Majorité      | Majorité             | Majorité             | 17,702 | 23,3 | +4.0 |
| Participation | Participation        | Participation        | 76,062 | 82,9 | +3.6 |
|               | Conservateur retenir | Conservateur retenir | Swing  | +2.0 |      |

### Élections dans les années 1980
| Parti         | Parti                | Candidat             | Voix   | %     | ± |
| ------------- | -------------------- | -------------------- | ------ | ----- | - |
|               | Conservateur         | David Price          | 35,584 | 51,26 |   |
|               | Liberal              | Martin Kyrle         | 22,229 | 32,02 |   |
|               | Travailliste         | David Bull           | 11,599 | 16,71 |   |
| Majorité      | Majorité             | Majorité             | 13,355 | 19,24 |   |
| Participation | Participation        | Participation        |        | 79,28 |   |
|               | Conservateur retenir | Conservateur retenir | Swing  |       |   |

| Parti         | Parti                | Candidat             | Voix   | %     | ± |
| ------------- | -------------------- | -------------------- | ------ | ----- | - |
|               | Conservateur         | David Price          | 32,393 | 51,00 |   |
|               | Liberal              | Martin Kyrle         | 19,385 | 30,52 |   |
|               | Travailliste         | P. Hallmann          | 11,736 | 18,48 |   |
| Majorité      | Majorité             | Majorité             | 13,008 | 20,48 |   |
| Participation | Participation        | Participation        |        | 77,04 |   |
|               | Conservateur retenir | Conservateur retenir | Swing  |       |   |

### Élections dans les années 1970
| Parti         | Parti                | Candidat             | Voix   | %     | ± |
| ------------- | -------------------- | -------------------- | ------ | ----- | - |
|               | Conservateur         | David Price          | 38,516 | 55,92 |   |
|               | Travailliste         | C.E. Roberts         | 18,222 | 26,45 |   |
|               | Liberal              | G.D. Johnson         | 12,143 | 17,63 |   |
| Majorité      | Majorité             | Majorité             | 20,294 | 29,46 |   |
| Participation | Participation        | Participation        |        | 80,66 |   |
|               | Conservateur retenir | Conservateur retenir | Swing  |       |   |

| Parti         | Parti                | Candidat             | Voix   | %     | ± |
| ------------- | -------------------- | -------------------- | ------ | ----- | - |
|               | Conservateur         | David Price          | 26,869 | 44,97 |   |
|               | Travailliste         | E. Presman           | 19,054 | 31,89 |   |
|               | Liberal              | G.D. Johnson         | 13,832 | 23,15 |   |
| Majorité      | Majorité             | Majorité             | 7,815  | 13,08 |   |
| Participation | Participation        | Participation        |        | 78,81 |   |
|               | Conservateur retenir | Conservateur retenir | Swing  |       |   |

| Parti         | Parti                | Candidat             | Voix   | %     | ± |
| ------------- | -------------------- | -------------------- | ------ | ----- | - |
|               | Conservateur         | David Price          | 28,512 | 44,49 |   |
|               | Travailliste         | E. Presman           | 18,402 | 28,71 |   |
|               | Liberal              | G.D. Johnson         | 17,178 | 26,80 |   |
| Majorité      | Majorité             | Majorité             | 10,110 | 15,77 |   |
| Participation | Participation        | Participation        |        | 85,33 |   |
|               | Conservateur retenir | Conservateur retenir | Swing  |       |   |

| Parti         | Parti                | Candidat              | Voix   | %     | ± |
| ------------- | -------------------- | --------------------- | ------ | ----- | - |
|               | Conservateur         | David Price           | 30,300 | 51,03 |   |
|               | Travailliste         | Robert TF Flach       | 22,248 | 37,47 |   |
|               | Liberal              | Christopher J Clayton | 6,825  | 11,50 |   |
| Majorité      | Majorité             | Majorité              | 8,052  | 13,56 |   |
| Participation | Participation        | Participation         |        | 78,42 |   |
|               | Conservateur retenir | Conservateur retenir  | Swing  |       |   |

### Élections dans les années 1960
| Parti         | Parti                | Candidat             | Voix   | %     | ± |
| ------------- | -------------------- | -------------------- | ------ | ----- | - |
|               | Conservateur         | David Price          | 24,337 | 45,41 |   |
|               | Travailliste         | JA Antony Evans      | 23,636 | 44,11 |   |
|               | Liberal              | John Foster-Rice     | 5,617  | 10,48 |   |
| Majorité      | Majorité             | Majorité             | 701    | 1,31  |   |
| Participation | Participation        | Participation        |        | 83,74 |   |
|               | Conservateur retenir | Conservateur retenir | Swing  |       |   |

| Parti         | Parti                | Candidat             | Voix   | %     | ± |
| ------------- | -------------------- | -------------------- | ------ | ----- | - |
|               | Conservateur         | David Price          | 23,429 | 45,53 |   |
|               | Travailliste         | Jonathan SF Boswell  | 21,341 | 41,48 |   |
|               | Liberal              | John Foster-Rice     | 6,685  | 12,99 |   |
| Majorité      | Majorité             | Majorité             | 2,088  | 4,06  |   |
| Participation | Participation        | Participation        |        | 83,89 |   |
|               | Conservateur retenir | Conservateur retenir | Swing  |       |   |

### Élections dans les années 1950
| Parti         | Parti                | Candidat             | Voix   | %     | ± |
| ------------- | -------------------- | -------------------- | ------ | ----- | - |
|               | Conservateur         | David Price          | 24,949 | 53,49 |   |
|               | Travailliste         | Christopher Rowland  | 21,693 | 46,51 |   |
| Majorité      | Majorité             | Majorité             | 3,256  | 6,98  |   |
| Participation | Participation        | Participation        |        | 84,47 |   |
|               | Conservateur retenir | Conservateur retenir | Swing  |       |   |

| Parti         | Parti                                  | Candidat      | Voix   | %     | ± |
| ------------- | -------------------------------------- | ------------- | ------ | ----- | - |
|               | Conservateur                           | David Price   | 20,215 | 50,68 |   |
|               | Travailliste                           | John Haire    | 19,670 | 49,32 |   |
| Majorité      | Majorité                               | Majorité      | 545    | 1,37  |   |
| Participation | Participation                          | Participation |        | 81,52 |   |
|               | Conservateur vainqueur (nouveau siège) |               |        |       |   |